# Ронья Хілбіг
Ронья Гілбіґ (нім. Ronja Hilbig) — німецька співачка, учасниця жіночого музичного гурту Queensberry. З моменту розпаду Квінсберрі (2013) вона робить сольну кар'єру як міс Ронья.

## Життєпис
Ронья Гілбіґ на сцені з 2001 року, в Queensberry — з 2010 року.

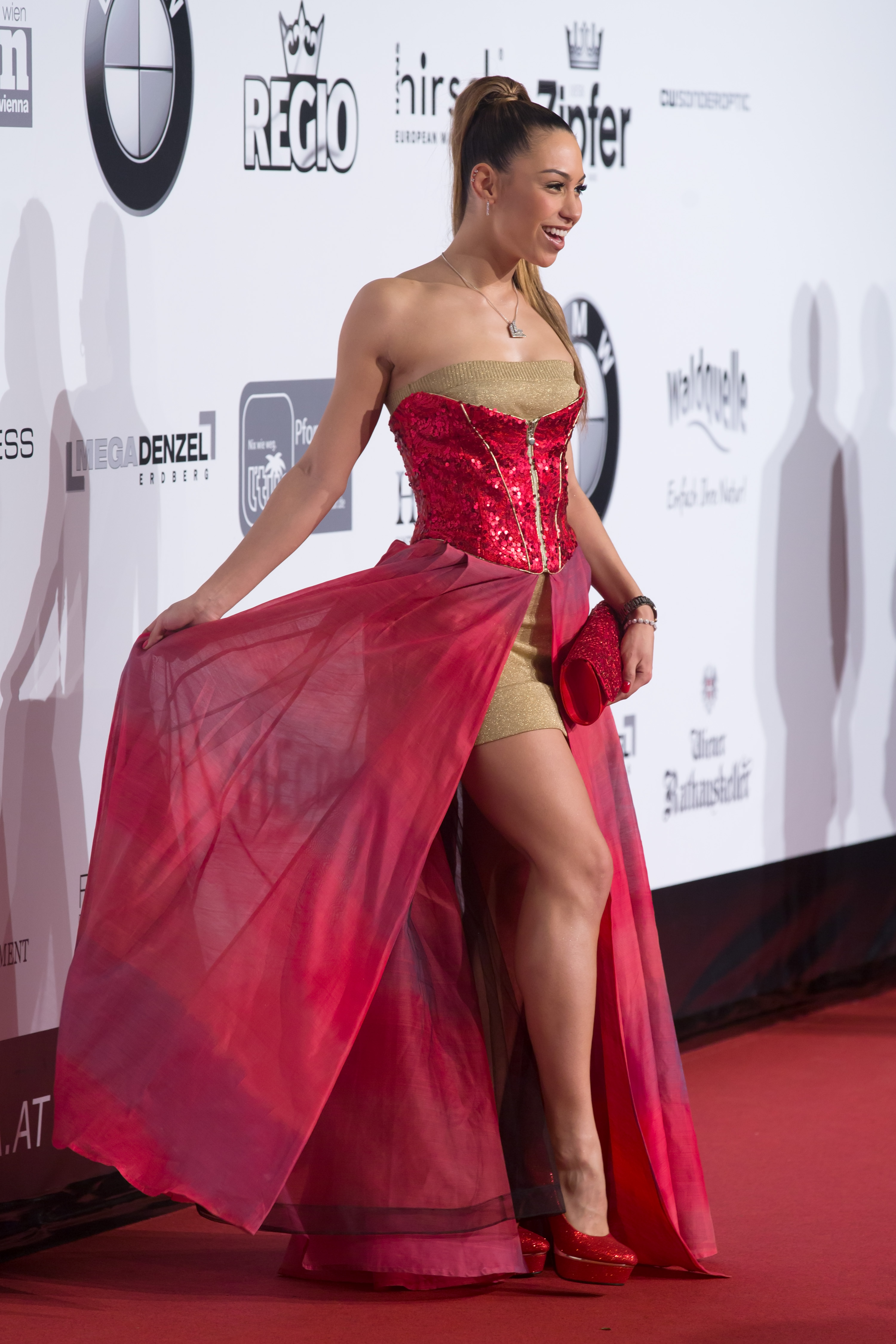
Ронья Гілбіґ (Відень, березень 2015 року)